# Lutsjön
Lutsjön är en sjö i Åsele kommun i Lappland och ingår i Gideälvens huvudavrinningsområde. Sjön har en area på 0,0748 kvadratkilometer och ligger 282,6 meter över havet.

## Delavrinningsområde
Lutsjön ingår i det delavrinningsområde (711100-162314) som SMHI kallar för Mynnar i Skinnmuddselet. Medelhöjden är 305 meter över havet och ytan är 2,51 kvadratkilometer. Räknas de 6 avrinningsområdena uppströms in blir den ackumulerade arean 82,96 kvadratkilometer. Vattendraget som avvattnar avrinningsområdet har biflödesordning 2, vilket innebär att vattnet flödar genom totalt 2 vattendrag innan det når havet efter 126 kilometer. Avrinningsområdet består mestadels av skog (66 procent) och sankmarker (23 procent). Avrinningsområdet har 0,09 kvadratkilometer vattenytor vilket ger det en sjöprocent på 3,5 procent.